# فرقة ياجر 101 (الفيرماخت)
فرقة ياجر 101 فرقةمشاة خفيفة للجيش الألماني في الحرب العالمية الثانية. تم تشكيلها في يوليو 1942 عن طريق إعادة تشكيل فرقة المشاة الخفيفة 101، والتي تم تشكيلها في ديسمبر 1940. شاركت في معركة خاركوف، معركة القوقاز، والتراجع إلى كوبان، حيث تكبدت خسائر فادحة في قتال الجيش الأحمر والبارتيزان. ثم انخرطت الفرقة في المعارك في جسر كوبان قبل أن يتم إجلاؤها.  ال 101 تم نقله لاحقًا إلى نهر دنيبر السفلي في أواخر عام 1943. كان جزءًا من جيش بانزر الأول الذي تم تطويقه في مارس 1944؛ شكلت الحامية الخلفية لـ XLVI Panzer Corps أثناء اختراق جيب Kamenets-Podolsky. ثم تراجعت الفرقة عبر أوكرانيا. في أكتوبر 1944، تم نقله إلى سلوفاكيا وشارك في معركة ممر Dukla.
خلال السنة الأخيرة من الحرب، قاتلت في المجر والنمسا. بحلول نهاية الحرب، تم تقليصها إلى حجم مجموعة قتالية.

## خلفية
كان الغرض الرئيسي من فرقة ياغر الألمانية هو القتال في التضاريس المعاكسة حيث كانت الوحدات الأصغر المنسقة أكثر فعالية في القتال من القوة الغاشمة التي تقدمها فرق المشاة القياسية. كان تفرق ياغر مجهزة بشكل أكبر من الفرق الجبلية، ولكنها ليست مسلحة جيدًا مثل فرقة المشاة العادية. في المراحل الأولى من الحرب، كانت الفرق واجهة القتال في التضاريس الوعرة والتلال وكذلك المناطق الحضرية بين الجبال والسهول.

## منطقة العمليات
باسم 101 فرقة مشاة خفيفة
- ألمانيا (ديسمبر 1940 - يونيو 1941)
- الجبهة الشرقية، القطاع الجنوبي (يونيو 1941 - يوليو 1942)

باسم 101 فرقة ياغر
- الجبهة الشرقية، القطاع الجنوبي (يوليو 1942 - أكتوبر 1944)
- سلوفاكيا والمجر والنمسا (أكتوبر 1944 - مايو 1945)